# Кюветоочистительная машина

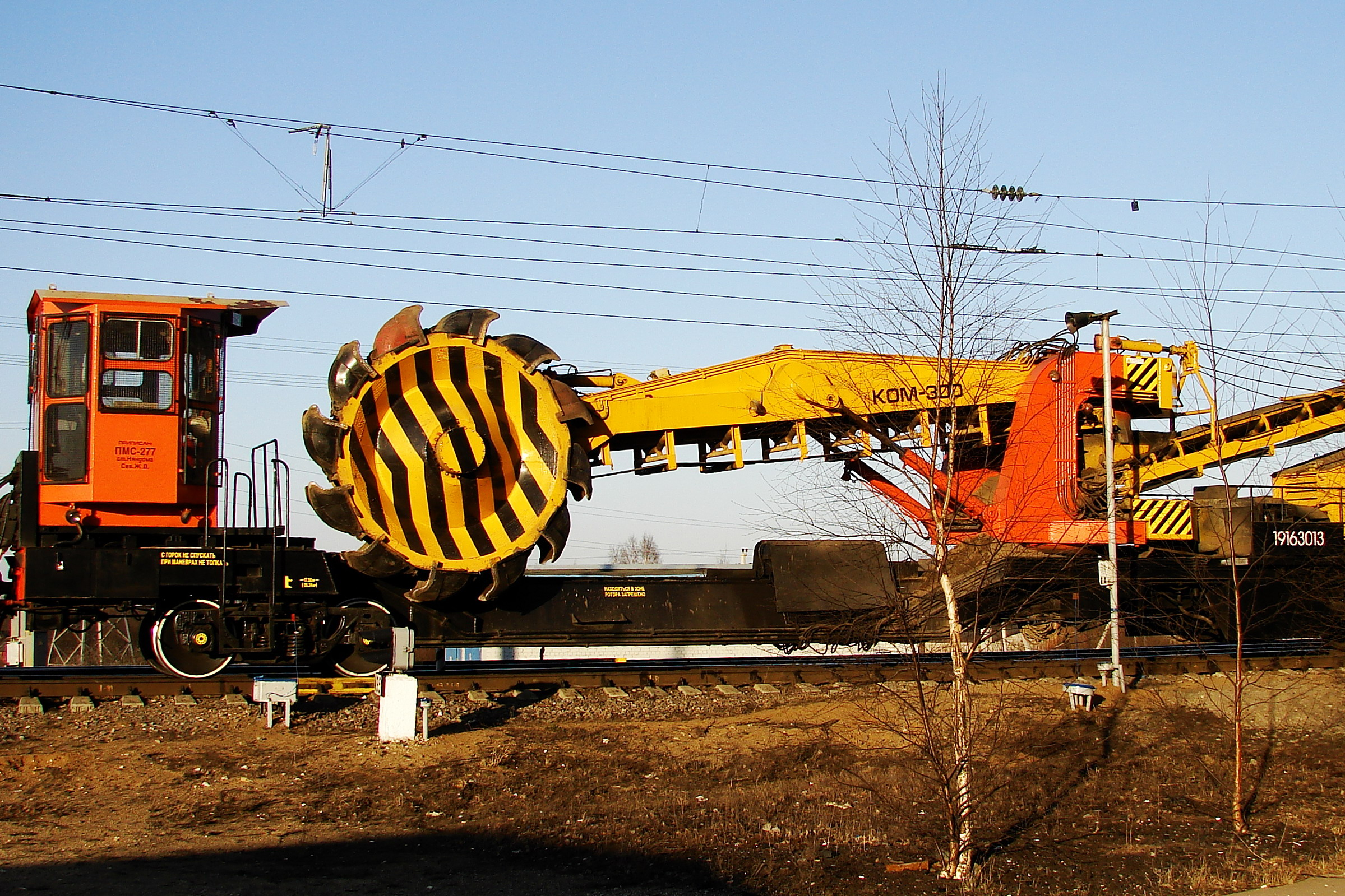
КОМ-300

Кюветоочистительная машина — путева́я машина, применяемая на железных дорогах для нарезки и очистки кюветов при текущем содержании железнодорожных путей.

## История появления
Первые кюветоочистительные машины на колёсном ходу с бензиновым двигателем созданы в нашей стране в конце 1960-х годов. В начале 1980-х годов разработана Кюветоочистительная машина на базе колёсного трактора «Беларусь». За рубежом выпускаются кюветоочистительные машины на железнодорожном ходу.

## Конструкция и принцип работы
Колёсные кюветоочистительные машины работают без перерывов в графике движения поездов. Навесное оборудование кюветоочистительной машины:
- нижний заборно-режущий ротор
- конусный режущий шнек

Загрязнённый грунт выбрасывается за пределы выемки. Кюветоочистительная машина снабжена автоматическим стабилизатором колёс, который регулирует их взаимное расположение, что позволяет машине сохранять горизонтальное положение при объезде, например, опор контактной сети. Заданный угол откосов и глубина кювета выдерживаются при помощи датчика-распределителя, щуп которого опирается на трос-копир, протянутый вдоль кювета.

## КОМ-300
Первая отечественная полнопрофильная универсальная самоходная кюветоочистительная машина с роторным добывающим механизмом, плугами и манипулятором предназначена для выполнения технологических работ:
- очистка, углубление, расширение старых кюветов, продольных и поперечных траншей
- устройство новых кюветов, продольных и поперечных траншей

Технические характеристики:
- Производительность роторного рабочего органа — 50—250 м³/ч
- Вылет ротора по наружной кромке от оси пути, на уровне УГР — максимальный. 7,8  м
- Заглубление ротора от УГР — максимальное 2,8 м
- Ширина нарезаемой траншеи — мин. 0,6 м
- Максимальное заглубление ротора от поверхности грунта при нарезке узких траншей, в пределах рабочей зоны ротора — 1,2 м
- Диапазон скорости движения при работе ротором — 0,05—0,5 км/ч
- Скорость движения:  
  - рабочая в транспортном режиме при работе плугами — 3—6 км/ч
  - самоходом на площадке с прицепной массой 1000 тонн — 60 км/ч
- Заглубление плугов от оси головки рельса — максимальное  1,1 м
- Вылет стрелы манипулятора — макс. 7,7 м
- Грузоподъемность манипулятора при максимальном вылете стрелы — 1,0 тс

- Грузоподъемность манипулятора — макс. 4,0 тс
- Заглубление грейфера от УГР — менее 2,8 м
- Габаритные размеры: 
  - длина машины — 41440 мм
  - база машины — 17580 мм
  - ширина машины при транспортировании — не более 3087 мм
  - высота — 5050 мм
- Мощность силовой установки — 640 кВт